# Carl Carlsson i Norra Smedstorp
Carl Israel Carlsson (i riksdagen kallad Carlsson i Norra Smedstorp), född 23 juni 1845 i Madesjö församling, Kalmar län, död där 24 september 1910, var en svensk lantbrukare och riksdagspolitiker (lantmannapartist).
Carlsson var lantbrukare, verksam i Norra Smedstorp i Kalmar län. Han var även politiker och tillhörde riksdagens andra kammare 1897–1908, invald i Södra Möre domsagas västra valkrets.